# Rukwa
|  | Per a altres significats, vegeu «Llac Rukwa». |

Rukwa és una de les trenta regions que componen la República Unida de Tanzània. La seua capital és Sumbawanga. Aquest territori està enquadrat entre les regions de Kigoma i Tabora pel nord, Mbeya per l'est, el Llac Tanganyika per l'oest (formant frontera amb la República Democràtica del Congo), i el país de Zàmbia pel sud.

## Districtes
Aquesta regió es troba subdividida internament en quatre districtes:
- Mpanda
- Nkasi
- Sumbawanga urbà
- Sumbawanga rural

## Territori i Població
La regió de Rukwa té una extensió de territori que abasta una superfície de 68.635 quilòmetres quadrats. A més aquesta regió administrativa té una població d'1.141.743 persones. La densitat poblacional és de 16,6 habitants per cada quilòmetre quadrat de la regió.